# Bertram Schmitt
Bertram Schmitt (Dieburg, 9 settembre 1958) è un giurista tedesco, giudice della Corte penale internazionale dal 2015.
Eletto dall'Assemblea degli Stati Parte nel Gruppo degli Stati Europei Occidentali e Altri Stati (WEOG), Lista A, il 10 marzo 2015.